# Materialismo
El materialismo es la doctrina metafísica que postula que la materia es lo primario y que la conciencia existe como consecuencia de un estado altamente organizado de esta, lo que produce un cambio cualitativo.
En cuanto a la relación del pensamiento humano, el mundo que nos rodea y la cognoscibilidad de este, el materialismo afirma que el mundo es material y que existe objetivamente, independientemente de la conciencia (a diferencia del postulado del idealismo). Según esta concepción, la conciencia y el pensamiento se desarrollan a partir de un nivel superior de organización de la materia, en un proceso de reflejo de la realidad objetiva.
El materialismo también sostiene que el mundo y sus regularidades son cognoscibles por el humano, ya que es posible demostrar la exactitud de ese modo de concebir un proceso natural, reproduciéndolo nosotros mismos, creándolo como resultado de sus mismas condiciones y además poniéndolo al servicio de nuestros propios fines, “dando al traste” con la “cosa en sí, inasequible”.
Las afirmaciones del materialismo filosófico entran en oposición especialmente con las del idealismo, así como con las del positivismo, debido al carácter metafísico del materialismo, que el positivista rechaza.
Al afirmar que solo hay un tipo de sustancia, la materia, el materialismo es también un tipo de monismo ontológico.

## Introducción
La oposición entre el enfoque materialista y el enfoque idealista es una de las polémicas filosóficas más antiguas y persistentes. En el siglo XVII el término «materialismo» se solía usar principalmente para evitar el sentido de representaciones físicas acerca de la materia. En ese sentido las ciencias naturales modernas tienen un enfoque completamente materialista.
Desde comienzos del siglo XIX, por influencia del materialismo histórico, el término pasa a usarse también en contexto de las ciencias sociales. En ese sentido el materialismo se refiere a varios marcos teóricos que buscan las causas de los procesos históricos y el cambio cultural en causas materiales. Para este materialismo de tipo histórico las causas últimas de los fenómenos sociales están determinadas por factores materiales y rechaza explícitamente las explicaciones en las que intervienen factores sobrenaturales, tomando como un hecho la irrelevancia científica de Dios, de espíritus y de una supuesta inteligencia del mundo en el devenir histórico. De acuerdo con el materialismo, las causas últimas deben buscarse en factores medibles o aprehendibles empíricamente.
Aunque históricamente el materialismo histórico se popularizó en el seno del marxismo, donde sigue siendo un tema principal, se encuentran antecedentes anteriores a Marx. Actualmente está presente en antropología, teoría de la historia o sociología, haciendo que el materialismo histórico englobe a toda una serie de elaboraciones teóricas no necesariamente marxistas. Fuera del campo del marxismo, el materialismo de tipo histórico es la hipótesis de que los rasgos definitorios de las sociedades humanas y la evolución histórica de las mismas ha estado determinada por factores materiales (tecnología disponible, sistema de producción, características geográficas y climáticas). Debido al intento de establecer las ideas del materialismo histórico de modo independiente a la versión marxista del mismo, se han acuñado términos nuevos como: materialismo cultural, funcionalismo ecológico, determinismo geográfico, determinismo económico, y otros, que pueden ser considerados como concepciones materiales de la Historia. Diversos autores académicos como Jared Diamond o Marvin Harris han tratado en detalle la evolución histórica de extensas áreas geográficas, y tratando de explicar rasgos definitorios de la sociedad a partir de factores materiales, señalando que este tipo de factores son los preponderantes cuando se trata de entender la evolución de las sociedades y las civilizaciones.

## Historia

### Doctrinas materialistas del Antiguo Oriente
Los primeros vestigios que se tienen de la doctrina materialista se remontan a fines del tercer y principios del segundo milenio a. de n. e. en las culturas egipcia y babilónica, donde se formaron las primeras concepciones materialistas espontáneas. También y un poco más tarde pero con mayor integridad se la encuentra en la filosofía de la India y China Antigua.
En monumentos de la cultura egipcia antigua se menciona por ejemplo «el agua fría creadora de todos los seres y de la que proceden todas las cosas, así como el aire que llena el espacio y se halla en todas partes», lo cual muestra que ya en ese entonces se planteaba en forma embrionaria la cuestión del origen material de los fenómenos naturales. O puede que hayan interpretado estos elementos desde un punto de vista netamente simbólico.
En la cultura babilónica, por ejemplo, nos encontramos con el astrónomo Seleuco (siglo II a. C.) quien ya en ese entonces formuló conjeturas acerca de la estructura heliocéntrica del mundo.
En la India Antigua aparece a mediados del I milenio a. C. en la doctrina Lokaiata (o escuela de los chārvākas) que sostenían que el mundo era material, compuesto de cuatro elementos primigenios: la tierra, el agua, el fuego y el aire. De estos elementos se formaban también los seres vivos, incluido el ser humano, los cuales luego de morir se descomponían nuevamente en estos elementos. Los chārvākas además, sometieron a crítica las doctrinas religiosas imperantes en esa época sobre la existencia de Dios, el alma y el mundo del más allá, avalando que al morir el cuerpo, desaparecía la conciencia, por lo que consideraban absurda la doctrina de la transmigración de las almas.
El materialismo de los chárvakas se hallaba íntimamente relacionado con su ateísmo. Posteriormente en la corriente Sāṃkhya (cerca del año 600 a. C.) se sostenía que el carácter material del mundo se desarrollaba a partir de una substancia primigenia (prakriti); pero el logro más importante de esta corriente fue el postulado de que el movimiento, el espacio y el tiempo son propiedades inseparables de la materia.
A medida que se desarrollaba la filosofía hindú antigua, la concepción de la materia compuesta por los cuatro elementos (fuego, aire, agua y tierra) fue sustituida por representaciones más desarrolladas basadas en la estructura atomista del mundo. En las escuelas filosóficas Nyāya y Vaiśeṣika surgen las ideas de que el mundo se compone de pequeñas partículas de diversa cualidad que se hallan en el éter, en el espacio y en el tiempo. Estas partículas serían eternas, increables e indestructibles, al tiempo que los objetos compuestos de ellas serían mutables, inestables y transitorios. Estas ideas materialistas ejercieron un fuerte influjo sobre escuelas y doctrinas religiosas de la época, como por ejemplo en la escuela religiosa Mīmāṃsā, la cual reconocía la realidad del mundo, cuyo ser no depende de ningún creador, existe eternamente y se compone de partículas regidas por la ley autónoma del karma.
En la China Antigua encontramos la doctrina materialista en la teoría del conocimiento de Mozi (479-381 a. C.) en oposición a Confucio. Aportes importantes también las dio el Taoísmo, cuyo creador Lao-Tse (siglos VI a. C. a IV a. C.) sostenía que el mundo, que es eterno, se halla en movimiento y mutación continuos. El movimiento, según los taoístas, es regido por el Tao (ley natural), que si bien es un concepto abstracto y metafísico, es al mismo tiempo anti-espiritista ya que al Tao se lo considera inmaterial pero natural, y no de origen divino o sobrenatural, por lo que la cosmovisión taoísta resulta en una dialéctica materialista-metafísica, dualmente naturalista y no espiritista.
Las ideas materialistas ingenuas cobraron sucesivo desarrollo en la doctrina de Xun Zi (313-238 a. C.) una de las relevantes figuras del confucionismo, quien a diferencia de otros confucianos consideraba que el cielo no posee conciencia y es parte de la naturaleza, en la que incluía asimismo el Sol, la Luna, los astros, las estaciones del año, la luz y las tinieblas, el viento y la lluvia, y que la sucesión de fenómenos celestes discurre según determinadas leyes naturales, de modo que el destino de las personas no puede ser regido por una inexistente «voluntad del cielo».
Xun Zi afirmaba que el ser humano, contrariamente a los animales, sabe mancomunar sus esfuerzos y organizar su vida pública, que puede conocer el mundo circundante y aprovechar los conocimientos adquiridos en su bien; además de que el conocimiento empieza por la percepción, pero es gobernado por el pensamiento que cumple leyes naturales. 
Por último ya en las inmediaciones de nuestra era la encontramos en Wang Chung (27-97 a. C.) quien sostenía que el mundo se compone de la substancia qì, la cual se mueve en la eternidad, mientras que el tao es la ley de la propia realidad. Por la acción recíproca de dos qi —los enrarecidos que se hallan en el espacio celeste y los condensados que se hallan en la tierra constituyendo los diversos cuerpos— son engendradas todas las cosas. Sostenía que el hombre es un ser natural compuesto de substancia material en el que se ha instalado una energía vital, un principio espiritual elaborado por la circulación de la sangre, la cual desaparece al morir el hombre. Este materialismo era ingenuo y metafísico.

### Materialismo de la Grecia Antigua
Desde el siglo VI a. C. la filosofía se desarrolla con mayor ímpetu en la Grecia Antigua y post moderna. Allí la corriente materialista surge en controversia con la religión principalmente en los filósofos representantes de la llamada escuela de Mileto; Tales de Mileto (ca. 624-547 a. C.), Anaximandro (ca. 610-546 a. C.) y Anaxímenes (ca. 585-525 a. C.).
Según la doctrina de Tales, el agua es el principio de todas las cosas; todo procede del agua y todo se convierte en agua.
Anaximandro tomó como sustancia primaria de todo lo existente el apeiron, principio indeterminado que engendra las cosas y los fenómenos mediante el movimiento y la segregación de contrarios tales como «lo húmedo y lo seco», «lo frío y lo cálido» «lo dulce y lo salado». Según esta doctrina todo se encuentra en constante rotación, una cosa surge del apeiron y otra desaparece y se descompone transformándose en apeiron, lo cual siguiendo un curso materialista hace uno de los primeros intentos de representar el mundo dialécticamente, en movimiento.
Anaxímenes tomó como sustancia primordial el aire, cuyo movimiento condiciona el surgimiento y la desaparición de las cosas.
Otro filósofo griego que hizo grandes aportes a la doctrina materialista fue Heráclito de Éfeso (ca. 530-470 a. C.) el cual tomó como sustancia primaria el fuego. Sostenía la existencia en la eternidad del mundo, independientemente de cualesquiera de las fuerzas sobrenaturales, como un fuego eternamente vivo, que con orden regular se enciende y con orden regular se apaga. Subrayaba la idea del movimiento y cambio constante del mundo, de la contradicción como fuente de movimiento, de la posibilidad de transformación recíproca de los contrapuestos. Expresó ideas sobre los principios dialécticos, que reflejan de una u otra manera el estado verdadero de las cosas, aunque no sostenidas por conocimientos científicos.
El desarrollo más profundo de la corriente materialista en la Grecia Antigua se ve en la doctrina de Demócrito de Abdera (460-370 a. C.), que promovió la teoría atomista de la estructura de la materia. Según esta teoría, el principio cardinal del mundo es la existencia del vacío y los átomos que se mueven en el vacío, encontrándose y formando diferentes cuerpos e incluso el alma del hombre, la cual muere al perecer el organismo.
Aristóteles (384-322 a. C.) el cual sostenía que todas las cosas tenían en su base una materia prima, que se caracterizaba por la falta de determinación, de forma, es decir, no eran sino una posibilidad de existencia. Esta posibilidad se convierte en cosa verdadera sensible solo cuando la materia se une con una u otra forma que le da su determinación. Esta concepción, si bien es materialista en su esencia, tiene graves insuficiencias porque separa la materia primaria del movimiento, que es introducido por la forma desde fuera, además de que su transición de un estado indeterminado a determinado toma su origen a fin de cuentas de los dioses y otras divinidades, que vienen a ser el primer propulsor.
Finalmente dentro de la corriente materialista aunque un tanto más inconsecuente encontramos al filósofo griego Epicuro (342-270 a. C.). Influenciado por el atomismo de Demócrito, sostiene que toda la realidad está formada por dos elementos fundamentales. Por un lado los átomos, que tienen forma, extensión y peso, y de otro el vacío, que no es sino el espacio en el cual se mueven esos átomos. Estos átomos pueden desviarse de su trayectoria permitiendo una cierta libertad causal. El poema latino De Rerum Natura de Lucrecio (99 - 55 a. C.) refleja la filosofía mecanicista de Demócrito y Epicuro.
Esta concepción, a la par con los elementos de la dialéctica y las tendencias materialistas, contiene también rasgos metafísicos y tendencias idealistas.
Después de Aristóteles se observa una decadencia condicionada por la crisis general que vive el Estado Griego, perfilándose una transición del materialismo al idealismo y al misticismo.

### Materialismo en la Edad Media
En la Edad Media domina la religión en todas las esferas de la vida espiritual de la sociedad.  La filosofía se convierte en ese periodo en sirvienta de la teología, justificando y argumentando los dogmas religiosos y demostrando su veracidad e inmutabilidad.
En dicho periodo se presta especial atención al problema de la correlación de las ideas generales y de las cosas del mundo sensible y la pugna entre el materialismo y el idealismo se centra en resolver la cuestión de la correlación de lo singular y lo general, de las ideas generales y las cosas particulares.
En ese sentido, los materialistas de la Edad Media afirman que lo universal no puede existir en la realidad y tanto menos, antes de lo singular.  En la realidad existen solo las cosas singulares y lo general es solo denominación que no refleja nada y por eso no existe en la realidad. A esta corriente materialista se le denominó nominalismo.
Al mismo tiempo en los siglos III y IV en China perdió rápidamente el papel la ideología confuciana, propagándose el misticismo religioso de la secta taoísta y penetró cada vez más el budismo en la India.
Los pensadores materialistas de aquella época intervinieron contra ese misticismo e idealismo.
Fan Zhen (siglo V a VI) propagaba la idea de que no existe el mundo del más allá y que el alma del hombre es una forma de existencia del cuerpo y desaparece al morir el hombre.
Los confucianos de los siglos VII a IX adelantaron algunas proposiciones materialistas pero más tarde renunciar, culminando con una doctrina idealista neoconfucionista.
El principal defensor de la orientación materialista dentro del neoconfucianismo fue Zhang Zai (1020-1077) que refutó las representaciones idealistas del que el cielo y la tierra son un conjunto de aprehensiones subjetivas; promovió la idea de que el mundo de las cosas, que existe realmente, descansa en la substancia materia, que adopta diversas formas.  La primigenia de ellas es el espacio infinito lleno de partículas invisibles diseminadas que cuando se condensan forman una masa nebulosa llamada "magna armonía", compuesta por partículas pasivas y activas, de las que surgen todas las cosas.  Zhang Zai también hace referencia a los cambios y al desarrollo de las cosas entregando importantes vislumbres dialécticos, pero de los cuales elaboraba conclusiones metafísicas. Señalaba que todas las cosas se hallan condicionadas recíprocamente y en interconexión; el proceso de desarrollo de los fenómenos toma dos formas -graduales y repentinas-; que todo proceso acontece en la contienda de fuerzas contrapuestas: el principio activo y el principio pasivo; pero concluía que el resultado final de la lucha entre esas fuerzas opuestas es su conciliación.
Hacia los siglos XVII y XVIII los postulados materialistas cobran mayor desarrollo y fundamentación más profunda en filósofos como Wang Chuanghan (1619-1692) y Dai Zhen (1723-1777) que fundamentan y desarrollan las ideas materialistas acerca de la naturaleza y las leyes del desarrollo pero que en cuestiones sociales no avanzan más allá que sus precursores.
En la India por su parte en dicho periodo adquieren la mayor influencia los sistemas ortodoxos nyaya, vaisesika, sankhya, yoga, mimansa y vedanta y los heterodoxos charvaca-lokayatamanta, jainismo y budismo, integrado este por cuatro escuelas: vaibhasika, sautrantika, madhyamika y yogacara.  De ellos solo mantuvieron una tendencia materialista coherente los charvakas, en los demás coexistían elementos materialistas e idealistas o eran idealista consecuentes.
En ese periodo y partiendo de la filosofía griega antigua y del pensamiento filosófico en oriente, surge y alcanza un alto nivel la filosofía arabográfica.
De los siglos X a XIII estuvo representada por las corrientes: peripatetismo (aristotelismo) oriental, la doctrina de los Hermanos de la Pureza, el sufismo y la filosofía musulmana ortodoxa.

### Materialismo de la época del Renacimiento
Italia fue el primer país en el que comenzaron a desarrollarse las relaciones capitalistas. Desde el punto de vista económico, la región más desarrollada era el norte, con sus repúblicas marítimas comerciales de Venecia y Génova, y la industrial de Florencia.
En el centro de la atención de los pensadores avanzados de la época quedó la persona humana. Los ideólogos de la burguesía ascensional que necesitaba la libertad de desplazamiento, la libre empresa y la libertad de comercio, soñaban con liberar al hombre del despotismo feudal.
Esta nueva dirección de la cultura fue denominada «humanismo» (del latín humanus, ‘humano’). La vieja sentencia de «soy hombre y nada humano me es ajeno» se convirtió en la divisa de los humanistas.
La particularidad del pensamiento filosófico del Renacimiento es su carácter antiescolástico. Debe tenerse en cuenta que la escolástica, tanto por el lado de la Iglesia como del Estado, fue durante toda la Edad Media la filosofía oficial y se impartió en la mayoría de las universidades. A diferencia de la escolástica, la filosofía de los humanistas dejó de ser sirvienta de la teología.
En oposición a la escolástica y a la teología de la Edad Media comenzó a desarrollarse en Italia la filosofía materialista.

#### Dos filósofos italianos
Bernardino Telesio (1509-1588) dio un importante paso en el desarrollo de la filosofía de Italia. Fundó una academia filosófica en la que por oposición al aristotelismo medieval se propagaba el estudio empírico de la naturaleza. Su principal obra se titula De la naturaleza de las cosas conforme a sus propios principios. En lo fundamental era materialista y sostenía que existe objetivamente la materia eterna e inmutable, homogénea, increada e indestructible. Pero, al mismo tiempo, se inclinaba hacia la idea de que todas las fuerzas de la naturaleza están animadas. Como fuente del movimiento de la materia, Telesio señalaba la oposición del calor y del frío.
El gran pensador italiano Giordano Bruno (1548-1600) sacó conclusiones profundamente materialistas y ateas de la teoría heliocéntrica de Copérnico. Nació en Nola (cerca de Nápoles). A los quince años entró en la orden de los dominicos. Gracias a su esfuerzo tenaz e independiente se convirtió en uno de los hombres más cultos de su tiempo.
Por sus ideas avanzadas fue acusado de herejía y excomulgado. Viose obligado a huir de Italia y, durante largos años, tuvo que vagar por Suiza, Francia, Inglaterra y Alemania, difundiendo en todas partes su concepción materialista del universo.
En 1592 regresó a Italia, donde fue capturado por la Inquisición y arrojado a la cárcel. Pese a las torturas que sufrió, no se retractó de sus convicciones, siendo condenado a muerte. «Tenéis más miedo al pronunciar mi sentencia que yo al escucharla», dijo Bruno dirigiéndose a sus verdugos.
Finalmente, el 17 de febrero de 1600 fue quemado vivo en la Plaza de las Flores (en Roma).
Sus obras principales son: La cena de las cenizas (1584), De la causa, principio y uno (1584), Del infinito, del universo y los mundos (1584), Del triple mínimo y de la medida (1591), De lo inmenso y de los innumerables (1591), De la mónada, del número y de la figura (1591).
En su libro titulado La expulsión de la bestia triunfante (1584) desenmascara al papado y a la religión católica. Su obra El misterio de Pegaso, con el anexo del asno de Killen (1586), constituye una brillante y cáustica sátira contra los escolásticos y teólogos medievales.
Según el pensamiento de Giordano Bruno:
- La naturaleza es infinita;
- El Sol no es el centro del universo sino tan solo el centro de nuestro sistema planetario;
- No solo el Sol tiene planetas sino también las otras estrellas;
- Todo el universo es homogéneo; es decir, tiene las mismas sustancias de la Tierra;
- Todos los otros planetas también están poblados;
- La materia es madre y alumbradora de todas las cosas y capaz de producir infinitamente nuevas y nuevas formas;
- El hombre es parte inseparable de la naturaleza, es el microcosmos que refleja el macrocosmos;
- Admite los grados del conocimiento que había establecido Nicolás de Cusa: los sentidos, el entendimiento y la razón. Aunque le otorga la prioridad a la razón;
- El entender el universo como infinitud conduce al filósofo italiano a la «dialéctica de la coincidencia de los opuestos», tanto en lo infinitamente grande como en lo infinitamente pequeño.

### Materialismo metafísico (mecanicista). ss. XVII y XVIII
(Galileo Galilei, Francis Bacon, Thomas Hobbes, Pierre Gassendi, John Locke, Baruch Spinoza).
Con el surgimiento de las relaciones capitalistas de producción, se fomenta la producción, se despliega la industria y el comercio, lo cual requiere el conocimiento concreto de las leyes del mundo circundante y aparece la necesidad de estudiar e indagar la naturaleza.
Esto le da un impulso a la filosofía la cual se proclama como ciencia llamada a averiguar las verdades que ayudan en la vida práctica y orientan la creación de valores materiales, se declaran falsos los postulados de la filosofía medieval y a su método por la inducción a errores y se ofrecen nuevos medios de investigación y métodos para conocer la verdad.
Uno de los principales filósofos de esta corriente fue Francis Bacon (1561-1626), quien criticó duramente la filosofía idealista, empezando por la Antigüedad y llegando hasta el Medievo, por haberse convertido en sirviente de la teología y haber llegado a fundamentar sus tesis con dogmas religiosos, por su carácter especulativo, la vacuidad y la inconsistencia de sus postulados.
Bacon consideraba la experiencia como fundamento del proceso de conocimiento si se libraba al hombre y a su conciencia de todo tipo de prejuicios.
Defendía el mundo material infinito y eterno siendo una de sus propiedades fundamentales el movimiento, que Bacon reducía a unas cuantas formas.
Al método de Bacon le son inherentes asimismo la metafísica y el mecanicismo, pues entendía que los objetos eran una combinación mecánica de ciertas cualidades permanentes y que podían ser entendidos mediante la unificación mecánica de los datos sobre sus diversos aspectos.
Pese a sus insuficiencias, la doctrina de Bacon fue un considerable paso adelante en el desarrollo del pensamiento filosófico y marcó la aparición de una nueva forma de materialismo filosófico, el materialismo metafísico.
La doctrina materialista continuó desarrollándose por filósofos como Thomas Hobbes (1588-1679), quien entendía que la naturaleza representa una totalidad de cuerpos que poseen dos propiedades principales: extensión y figura, y reducía la variedad de movimiento al movimiento mecánico, entendiendo como movimiento la traslación de los cuerpos en el espacio.
Estableció como único método científico del saber el matemático, sostenido en las operaciones de sumar y restar.
Muchos años más tarde, tenemos a Pierre Gassendi, representante de la tradición materialista, quien se oponía a los intentos de René Descartes para basar las ciencias naturales en fundaciones dualistas.

### Materialismo francés delsigloXVIII
El clérigo francés Pierre Gassendi (1592-1665) representó la tradición materialista en oposición a los intentos de René Descartes (1596-1650) de proporcionar a las ciencias naturales de conocimientos dualistas. También siguieron el sacerdote materialista y ateo Jean Meslier (1664-1729), Julien Offray de La Mettrie, el franco-alemán barón d'Holbach (1723-1789), el enciclopedista Denis Diderot (1713-1784), así como otros pensadores franceses de la Ilustración; también en Inglaterra John Stewart (1747-1822), cuya insistencia en ver a la materia como dotada de una dimensión moral tuvo un impacto importante en la poesía filosófica de William Wordsworth (1770-1850). Henri de Saint-Simon (1760-1825) llegó a plantear que «el pensamiento es una acción material: es un resultado del movimiento del fluido nervioso».
Arthur Schopenhauer (1788-1860) escribió que "... el materialismo es la filosofía del sujeto que olvida tenerse en cuenta a sí mismo". Afirmó que un observador solo puede conocer objetos materiales a través del cerebro y su particular organización. 
El antropólogo materialista y ateo Ludwig Feuerbach (siglo XIX) señalaría un nuevo cambio en el materialismo en su libro Das Wesen des Christenthums (La esencia del Cristianismo, 1841), que proporcionó una visión humanista de la religión como la proyección externa de la naturaleza interior del ser humano. El materialismo de Feuerbach influiría posteriormente de forma notable en Karl Marx.
Más recientemente, pensadores como Gilles Deleuze han intentado repensar y fortalecer las ideas clásicas del materialismo. Teóricos contemporáneos como Manuel de Landa, trabajando en el marco de este revitalizado materialismo han venido a ser clasificados como 'nuevos materialistas'.

### Materialismo dialéctico
Creado a mediados del siglo XIX por Karl Marx y Friederich Engels y desarrollado posteriormente por Vladímir Ilich "Lenin". Marx y Engels, volteando la dialéctica idealista de Georg Hegel "de arriba hacia abajo", proveyeron al materialismo con un proceso de cambio cuantitativo y cualitativo llamado materialismo dialéctico, y con una visión materialista de la historia, conocida como materialismo histórico. Otros filósofos rusos siguieron esta línea de pensamiento como Visarión Belinski, Aleksandr Herzen, Nikolái Chernyshevski, Nikolái Dobroliúbov.

### Nuevo materialismo
El nuevo materialismo surge como una tendencia dentro de las ciencias sociales. Entre los representantes del nuevo materialismo están Rosi Braidotti, Manuel de Landa, Karen Barad, Quentin Meillassoux, Jacques Lacan y Judith Butler.

## Materialismo en la actualidad
El materialismo es una corriente de la filosofía que surge especialmente como contrapartida de otra, denominada idealismo, para responder a aquella cuestión fundamental de la filosofía[cita requerida] sobre qué es primero: el pensamiento o lo material.
Entonces y como se desprende ya desde el nombre que se le atribuyó[cita requerida], el materialismo le da absoluta preeminencia al mundo material, siendo que siempre lo material precederá al pensamiento.
El concepto no afecta solo a la visión filosófica del mundo sino también a la ciencia. Aunque en las ciencias naturales los enfoques metodológicos no-materialistas quedaron descartados hace mucho tiempo[cita requerida], en ciencias sociales ha existido en los últimos siglos una polémica en torno al materialismo como enfoque de investigación. Más recientemente Marvin Harris propuso un enfoque de investigación materialista de las culturas y las sociedades llamado materialismo cultural; incluso Paul y Patricia Churchland han promovido un nuevo enfoque no reduccionista de materialismo, conocido como materialismo eliminativo que sostiene que algunos fenómenos mentales en realidad no existen y que hablar de estos conceptos, como se hace en psicología popular es algo así como dar crédito a las enfermedades causadas por el diablo. En España, un representante actual del materialismo con una línea de pensamiento similar es por ejemplo Martín López Corredoira,

al abogar por una visión del mundo en la que todo lo existente es materia-energía física siguiendo sus correspondientes leyes naturales y excluyendo la posibilidad de cualquier otro ente no-material (mente, libre albedrío, persona en tanto que ser con identidad propia, sentimientos,...), o relegándolo a mera representación mental de algo inexistente en sí.
El materialismo ha sido entendido frecuentemente como una forma enteramente científica de ver el mundo, particularmente por pensadores religiosos que se le oponen y por marxistas. El materialismo como principio filosófico típicamente contrasta con el dualismo, la fenomenología[cita requerida], el idealismo y el vitalismo. Sin embargo, dado que el «materialismo» es un discurso metafísico como cualquier otro —más allá de la ciencia física en sí—, es, como tal, igualmente susceptible de ser criticado desde otras corrientes filosóficas que han sido rigurosamente críticas con prácticamente toda forma de discurso metafísico en general, como la filosofía analítica y la filosofía del lenguaje.
La definición de «materia» en el materialismo filosófico moderno comprende a todos los entes científicamente observables[cita requerida], los estromas, como la energía, fuerzas y la curvatura del espacio. Muchos autores del siglo XX, particularmente epistemólogos y filósofos de la ciencia, prefieren la denominación de fisicalismo porque carece tanto de las connotaciones emocionales de la palabra «materialismo» como de las restricciones históricas asociadas a este. Enfatiza lo físico, sea materia o energía. El materialismo floreció durante la segunda mitad del siglo XX en varias universidades en Australia tomando un enfoque escéptico a los objetos abstractos, a lo que se le conoce como materialismo o realismo australiano.
La profundización de la idea del mundo percibido con base en la definición de estroma ha derivado en dos corrientes, la estratología de Urbina y la filosofía estromática de A. Muñoz

### Precisiones en torno al materialismo
Mario Bunge sostiene que el materialismo moderno debe ser «lógico y científico», considerando como inadecuadas las definiciones más difundidas del concepto de materia ofrecidas en el pasado. La «nueva ontología» se caracterizaría por simultáneamente ser exacta, sistemática, científica, materialista, dinamista, emergentista y evolucionista cuya denominación más adecuada sería la de materialismo científico. Sin embargo y para evitar vaguedades, se suele denominar al materialismo de Bunge como materialismo sistémico o materialismo sistémico emergentista, por su énfasis en que todo el universo e incluso aquel mismo son sistemas materiales, organizados en distintos niveles de propiedades emergentes. 
Para Mario Bunge, el concepto de materia alude al conjunto abstracto e inmaterial de todas las cosas o individuos materiales, esto es, objetos cambiantes o mudables, con una cierta energía.
Seguidores de Bunge que han continuado su trabajo han presentado definiciones modificadas de materia, como Gustavo E. Romero. Para Romero, las cosas materiales cuando se organizan en sistemas complejos pueden quedar en equilibrio termodinámico y, por ende, con energía pero trabajo nulo incapaz de generar cambios; pero es claro que siguen siendo materiales. Por ende, Romero sostiene que es necesario agregar que los sistemas materiales complejos definan su cambio o mutabilidad no tanto por tener una determinada energía sino por tener además un diferencial de entropía. Aparte, este último autor entiende que algo sería material simplemente si una cosa puede variar en sus espacios de estados.

### Uso coloquial como sinónimo de consumismo
En el lenguaje común es usado como una etiqueta peyorativa para un estilo de vida que busca riqueza, dinero y comodidades en lugar del desarrollo espiritual o mental. Este término no tiene que ver con la posición de filósofos o científicos materialistas, sino que se identifica con el término consumismo.

### Otras críticas contemporáneas
Werner Heisenberg dijo: 

«La ontología del materialismo descansaba sobre la ilusión de que la naturaleza aparentemente actual del mundo macroscópico puede ser extrapolada a escala atómica. Esta extrapolación, sin embargo, es imposible... Los átomos no son objetos.»